# ASB Classic 2019
L'ASB Classic 2019 è stato un torneo di tennis giocato all'aperto sul cemento. È stata la 36ª edizione del torneo femminile, facente parte della categoria International nell'ambito del WTA Tour 2019 e la 63ª edizione del torneo maschile, facente parte della categoria ATP 250 nell'ambito dell'ATP Tour 2019. Entrambi i tornei si sono giocati all' ASB Tennis Centre di Auckland, in Nuova Zelanda, quello femminile dal 31 dicembre 2018 al 6 gennaio 2019 e quello maschile dal 7 al 12 gennaio.

## Partecipanti ATP

### Teste di serie
| Giocatore     | Nazionalità           | Ranking* | Testa di serie |
| ------------- | --------------------- | -------- | -------------- |
| Stati Uniti   | John Isner            | 10       | 1              |
| Italia        | Fabio Fognini         | 13       | 2              |
| Italia        | Marco Cecchinato      | 20       | 3              |
| Spagna        | Pablo Carreño Busta   | 23       | 4              |
| Spagna        | Roberto Bautista Agut | 24       | 5              |
| Corea del Sud | Chung Hyeon           | 25       | 6              |
| Canada        | Denis Shapovalov      | 27       | 7              |
| Francia       | Gaël Monfils          | 29       | 8              |

* Ranking al 31 dicembre 2018.

### Altri partecipanti
I seguenti giocatori hanno ricevuto una wildcard per il tabellone principale:
- David Ferrer
- Cameron Norrie
- Rubin Statham

I seguenti giocatori sono passate dalle qualificazioni:

- Ugo Humbert
- Bradley Klahn
- Maximilian Marterer
- Mackenzie McDonald

I seguenti giocatori sono entrati in tabellone come lucky loser:
- Pablo Cuevas
- Laslo Đere

### Ritiri
Prima del torneo
- Roberto Bautista Agut → sostituito da  Laslo Đere
- Pierre-Hugues Herbert → sostituito da  Tennys Sandgren
- Gaël Monfils → sostituito da  Pablo Cuevas

Durante il torneo
- Laslo Đere
- David Ferrer

## Partecipanti WTA

### Teste di serie
| Giocatrice    | Nazionalità         | Ranking* | Testa di serie |
| ------------- | ------------------- | -------- | -------------- |
| Danimarca     | Caroline Wozniacki  | 3        | 1              |
| Germania      | Julia Görges        | 14       | 2              |
| Taipei cinese | Hsieh Su-wei        | 28       | 3              |
| Croazia       | Petra Martić        | 32       | 4              |
| Rep. Ceca     | Barbora Strýcová    | 33       | 5              |
| Stati Uniti   | Venus Williams      | 38       | 6              |
| Belgio        | Kirsten Flipkens    | 47       | 7              |
| Belgio        | Alison Van Uytvanck | 49       | 8              |

* Ranking al 24 dicembre 2018.

### Altre partecipanti
Le seguenti giocatrici hanno ricevuto una wildcard per il tabellone principale:
- Amanda Anisimova
- Lauren Davis
- Bethanie Mattek-Sands

Le seguenti giocatrici sono passate dalle qualificazioni:

- Bianca Andreescu
- Jana Čepelová
- Bibiane Schoofs
- Sílvia Soler Espinosa

La seguente giocatrice è entrata in tabellone come lucky loser:
- Laura Siegemund

### Ritiri
Prima del torneo
- Rebecca Peterson → sostituita da  Taylor Townsend
- Markéta Vondroušová → sostituita da  Laura Siegemund

Durante il torneo
- Jana Čepelová
- Alison Van Uytvanck

## Campioni

### Singolare maschile
Tennys Sandgren ha battuto in finale  Cameron Norrie con il punteggio di 6-4, 6-2.
- È il primo titolo in carriera per Sandgren.

### Singolare femminile
Julia Görges ha battuto in finale  Bianca Andreescu con il punteggio di 2-6, 7-5, 6-1.
- È il settimo titolo in carriera per Görges, il primo della stagione.

### Doppio maschile
Ben McLachlan /  Jan-Lennard Struff hanno battuto in finale  Raven Klaasen /  Michael Venus con il punteggio di 6-3, 6-4.

### Doppio femminile
Eugenie Bouchard /  Sofia Kenin hanno battuto in finale  Paige Hourigan /  Taylor Townsend con il punteggio di 1-6, 6-1, [10-7].